# Густав (мультсериал)
«Густав» (венг. Gusztáv) — венгерский рисованный мультипликационный юмористический сериал производства студии Паннония (Pannónia Filmstúdió). В период с 1964 по 1977 год вышло 120 серий по 5 минут. Сериал, герои которого не разговаривали, а только издавали речеподобные звуки, благодаря этому легко разошёлся и обрёл популярность в разных странах — от Восточной Европы до Новой Зеландии. Авторами сценария были три известных венгерских сценариста-юмориста анимационного кино: Аттила Даргаи, Йожеф Непп и Марцель Янкович.

## Сюжет
Герой — внешне флегматичный, малообщительный и без явных друзей, но весьма цепкий коренастый и лысый хитрец Густав. Он довольно эгоистичен и легко нарушает правила, если уверен, что это сойдёт ему с рук. Несмотря на флегматичность, в ситуациях «один на один» закипает и встревает в конфликты.
У него был предшественник — герой 8-минутного мультфильма 1961 года, безуспешно пытавшийся бросить курить.
Приключения героя связаны с реалиями жизни в большом городе. Сюжеты разных серий временами существуют «в параллельных мирах»; к примеру, в некоторых сериях Густав — одинокий холостяк, в других — у него большая семья. Общими для серий являются лишь характер героя, а также его внешность и одежда (обычно серая и невзрачная, часто он носит мягкую шляпу, напоминающую котелок).